# Peperomia fernandopoiana
Peperomia fernandopoiana är en pepparväxtart som beskrevs av C. Dc.. Peperomia fernandopoiana ingår i släktet peperomior, och familjen pepparväxter. Utöver nominatformen finns också underarten P. f. butaguensis.